# Теннес
Теннес, Табніт II (дав.-гр. Τέννης) — цар фінікійського міста Сідон у 358— 345 до н. е.

## Життєпис
Здобув владу як ставленик іранського володаря Артаксеркса ІІІ. В обмін на проголошення Теннеса царем Артаксеркс III відновив міське самоврядування у Сідоні та повернув йому право карбувати власну монету. За ініціативою Теннеса Сідон, Тір і Арвад утворили Фінікійський союз. Учасники союзу заснували на півночі Фінікії місто з трьох поселень, кожне з яких було обнесене мурами (майбутній Триполіс), де представники міст збиралися на спільну раду за участю царів і рівної кількості представників знаті (по сто делегатів). 
У 351 до н. е. іранці почали готуватися до походу проти Єгипту. Базою для нападу був обраний Сідон. Приготування важким тягарем лягли на мешканців міста. Скориставшись невдоволенням громадян, Теннес домігся від загальнофінікійської ради оголошення повстання проти перської влади. Повстанці демонстративно знищили «парадіс» і спалили корм для царських коней — завдавши особистої образи Артаксерксу ІІІ. Розуміючи, що власних сил у фінікійців замало Теннес звернувся за допомогою до фараона Нектанеба II. Той замість єгипетського війська надіслав до Сідона 4 тисячі грецьких найманців на чолі з Ментором. Ментор проявив себе як дуже здібний воєначальник і послідовно розгромив війська двох перських сатрапів — Белесія з Заріччя і Маздая з Кілікії . На чолі нового війська встав сам Артаксеркс ІІІ. Теннес злякався і таємно надіслав до перського царя раба із пропозицією капітулювати. За попередньою домовленістю — нібито для участі в терміновому засіданні загальнофінікійської ради — Теннес вивів з міста 100 представників сідонської знаті і видав їх царю, який тих одразу стратив.
Пересічні сідонці, аби не втекли інші «мужі міста», спалили весь свій флот і приготувалися до облоги. Проте Ментор наказав найманцям відкрити ворота перед персами. Щоб не дістатися ворогам, мешканці міста почали підпалювати власні будинки. Загинуло близько 40 тисяч людей. Всіх, хто вижив, обернули на рабів і відправили до Месопотамії. Теннес був страчений за наказом Артаксеркса III. Царем Сідону було призначено саламінського царя Евагора II.